# 테임 임팔라
테임 임팔라(Tame Impala)는 오스트레일리아의 4인조 사이키델릭 밴드이다. 멤버는 케빈 파커 (리드기타, 보컬), 도미닉 심퍼 (기타), 닉 올브룩 (베이스), 제이 왓슨 (드럼, 백보컬)으로 이루어져 있다. 그들의 밴드명은 임팔라 영양의 이름에서 따왔다.

## 구성원

### 라이브
- 케빈 파커 – 보컬, 기타, 카주
- 제이 "검비" 왓슨 – 드럼, 백보컬
- 도미닉 심퍼 – 기타 & 신디사이저
- 닉 "페이즐리 애덤스" 올브룩 – 베이스

### 스튜디오
- 케빈 파커 – 보컬, 기타, 베이스, 드럼, 키보드
- 제이 왓슨 – drums, 키보드, 기타
- 도미닉 심퍼 – 퍼커션, 베이스, 기타, 이펙트

## 음반 목록
- Innerspeaker (2010)
- Lonerism (2012)
- Currents (2015)
- The Slow Rush (2020)